# Thuso Thipane
Thuso Thipane (28 de mayo de 1975) es un deportista lesotense que compitió en taekwondo. Ganó una medalla de bronce en el Campeonato Africano de Taekwondo de 1998 en la categoría de –58 kg.

## Palmarés internacional
| Campeonato Africano | Campeonato Africano | Campeonato Africano | Campeonato Africano |
| Año                 | Lugar               | Medalla             | Categoría           |
| ------------------- | ------------------- | ------------------- | ------------------- |
| 1998                | Nairobi (Kenia)     | Medalla de bronce   | –58 kg              |